# Hu Kai
Pour les articles homonymes, voir Hu.
Dans ce nom chinois, le nom de famille, Hu, précède le nom personnel.
Hu Kai (né le 4 août 1982 à Qingdao) est un athlète chinois, spécialiste du sprint.

## Biographie
Quart de finaliste aux Jeux olympiques à Pékin, en 10 s 40, il a remporté la médaille d'or lors de la 23e Universiade à Izmir le 16 août 2005, en 10 s 30. Il a égalé le record national du relais 4 × 100 m, en 38 s 81.

### Palmarès
| Année | Compétition             | Lieu      | Résultat | Épreuve   | Performance |
| ----- | ----------------------- | --------- | -------- | --------- | ----------- |
| 2005  | Universiade             | Izmir     | 1er      | 100 m     | 10 s 30     |
| 2005  | Jeux de l'Asie de l'Est | Macao     | 1er      | 100 m     | 10 s 40     |
| 2006  | Jeux asiatiques         | Doha      | 3e       | 4 × 100 m | 39 s 62     |
| 2009  | Jeux de l'Asie de l'Est | Hong Kong | 3e       | 4 × 100 m | 39 s 86     |

### Records
Ses meilleurs temps sont :
- 100 m :	10 s 24	+0,50	Pékin (National Stadium)	23/05/2008
- 200 m :	20 s 57	+0,80	Chongqing	23/04/2006